# Белгар
Белгар (фр. Belgeard) насеље је и општина у западној Француској у региону Лоара, у департману Мајен која припада префектури Мајен.
По подацима из 2011. године у општини је живело 561 становника, а густина насељености је износила 43,12 становника/km². Општина се простире на површини од 13,01 km². Налази се на средњој надморској висини од 150 метара (максималној 162 m, а минималној 114 m).

## Демографија
| 1962. | 1968. | 1975. | 1982. | 1990. | 1999. | 2011. |
| ----- | ----- | ----- | ----- | ----- | ----- | ----- |
| 301   | 301   | 290   | 307   | 332   | 335   | 561   |

График промене броја становника у току последњих година